# André Willms
André Willms (ur. 18 września 1972 w Magdeburgu) – niemiecki wioślarz, trzykrotny medalista olimpijski.
Wszystkie trzy medale olimpijskie zdobył jako członek czwórki podwójnej: złoto w 1992 i 1996, brąz w 2000. Brał udział w IO 04 (5. miejsce). Stawał na podium mistrzostw świata, był mistrzem świata zarówno w czwórce (1993, 1999, 2001, 2003) jak i prestiżowej jedynce (1994).